# Café Süßes Löchle

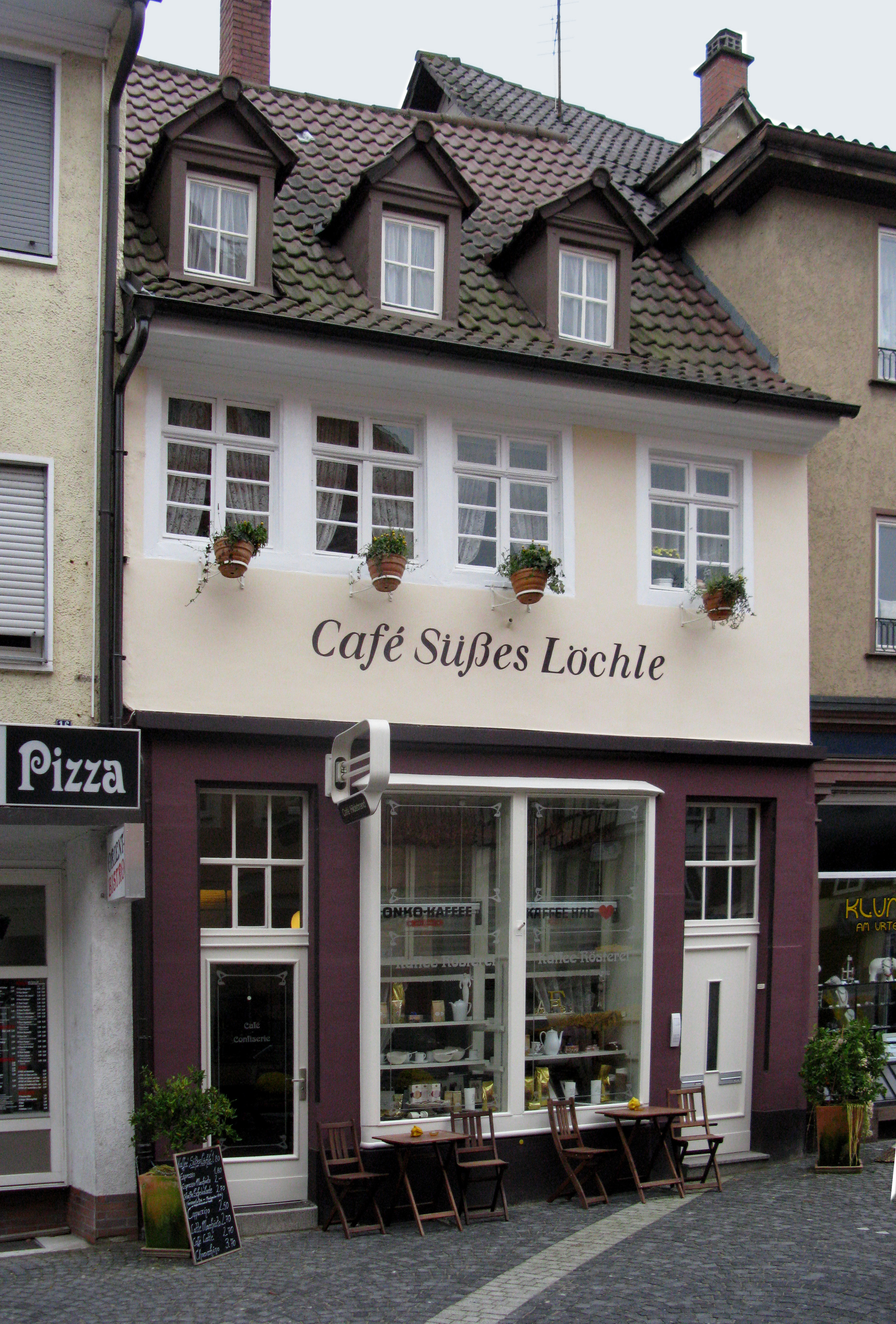
Café Süßes Löchle (2008)

Das Café Süßes Löchle ist ein denkmalgeschütztes Café mit Konditorei in der Friedrichstraße 14 in Lahr/Schwarzwald im Ortenaukreis in Baden-Württemberg. Ein Teil des Gebäudes ist als Museum eingerichtet.

## Geschichte
Wie sich der Name „Süßes Löchle“ (bzw. „Zum Süßen Löchle“) bildete und durchsetzte, ist nicht bekannt. Der Begriff „süß“ kam möglicherweise durch die Verknüpfung mit den Süßwaren der Konditorei und Bäckerei, während der Begriff „Löchle“ auf die Lage des relativ schmalen Gebäudes, das sich weit in den Hof hineinzieht, zurückzuführen sein könnte. Gesichert ist die Verwendung der Bezeichnung ab dem Jahr 1901. Aus diesem Jahr existiert eine Postkarte mit der Aufschrift „Conditorei und Café z. süssen Löchle“.
Eugen Hildebrand mietete Räumlichkeiten in der Friedrichstraße und eröffnete dort am 15. Oktober 1887 mit seiner Frau Else eine Konditorei und Feinbäckerei. Später erweiterte er sie um Arbeitsplätze zur Herstellung von Bonbons und Sodawasser. 1891 konnte Hildebrand das Anwesen kaufen und ließ 1892 einen großen Dampfbackofen einbauen. Am 1. Oktober 1898 kam unter dem Namen „Konditorei & Café Hildebrand“ das Café mit Gastraum sowie mit Wein- und Likörausschank hinzu. Es folgten Umbauten im Erdgeschoss des Haupthauses und der Bau des Rückgebäudes mit Back- und Vorrichtstube. Ein geplanter Ausbau und die Erweiterung durch Aufstocken um ein Stockwerk durch den Sohn Carl Eugen Hildebrand im Jahr 1920 ließ sich nicht verwirklichen. Stattdessen wurde das Café im Jahr 1921 renoviert und im Stil des Art déco eingerichtet.

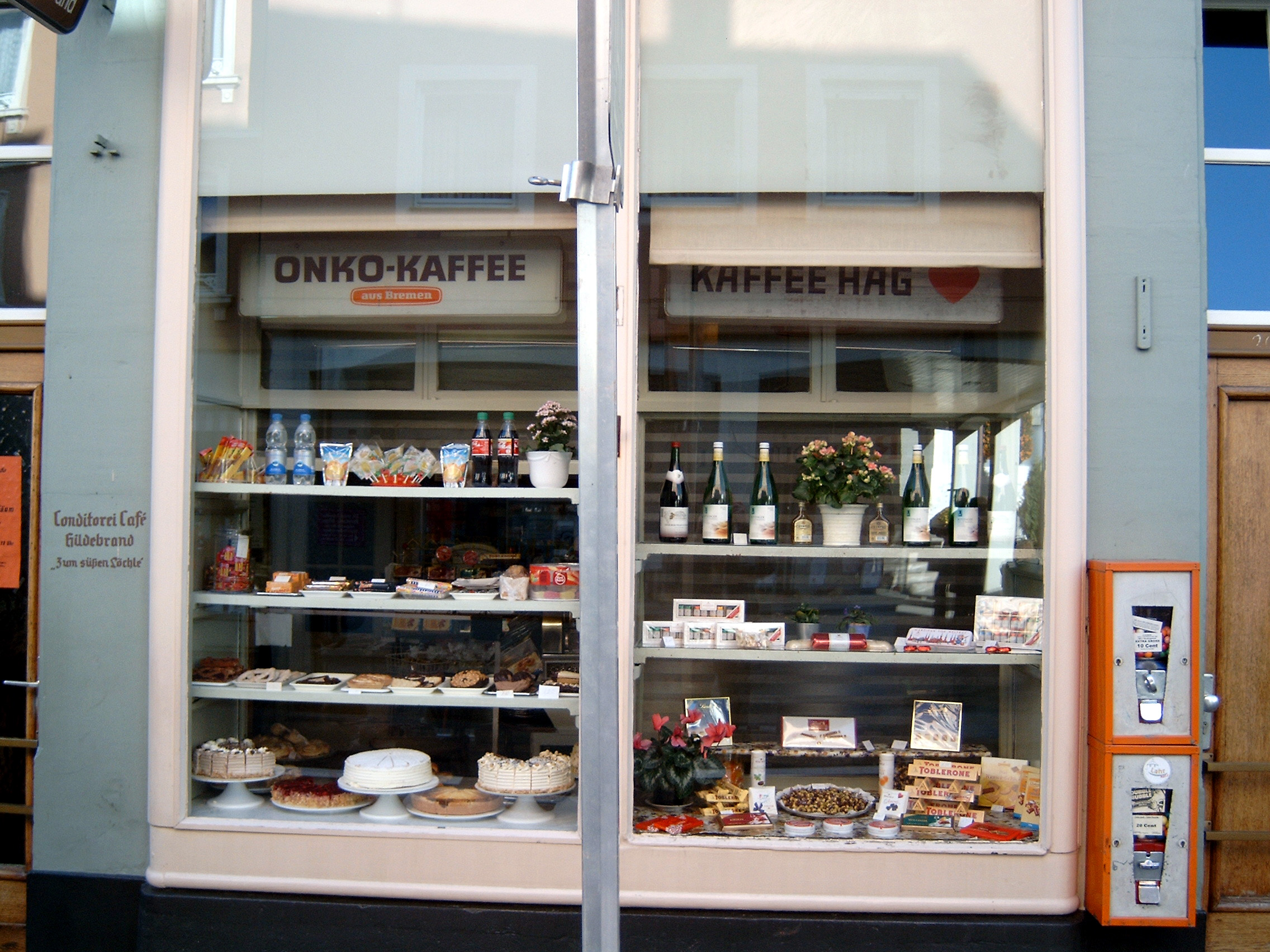
Fassade und Auslage, 2003
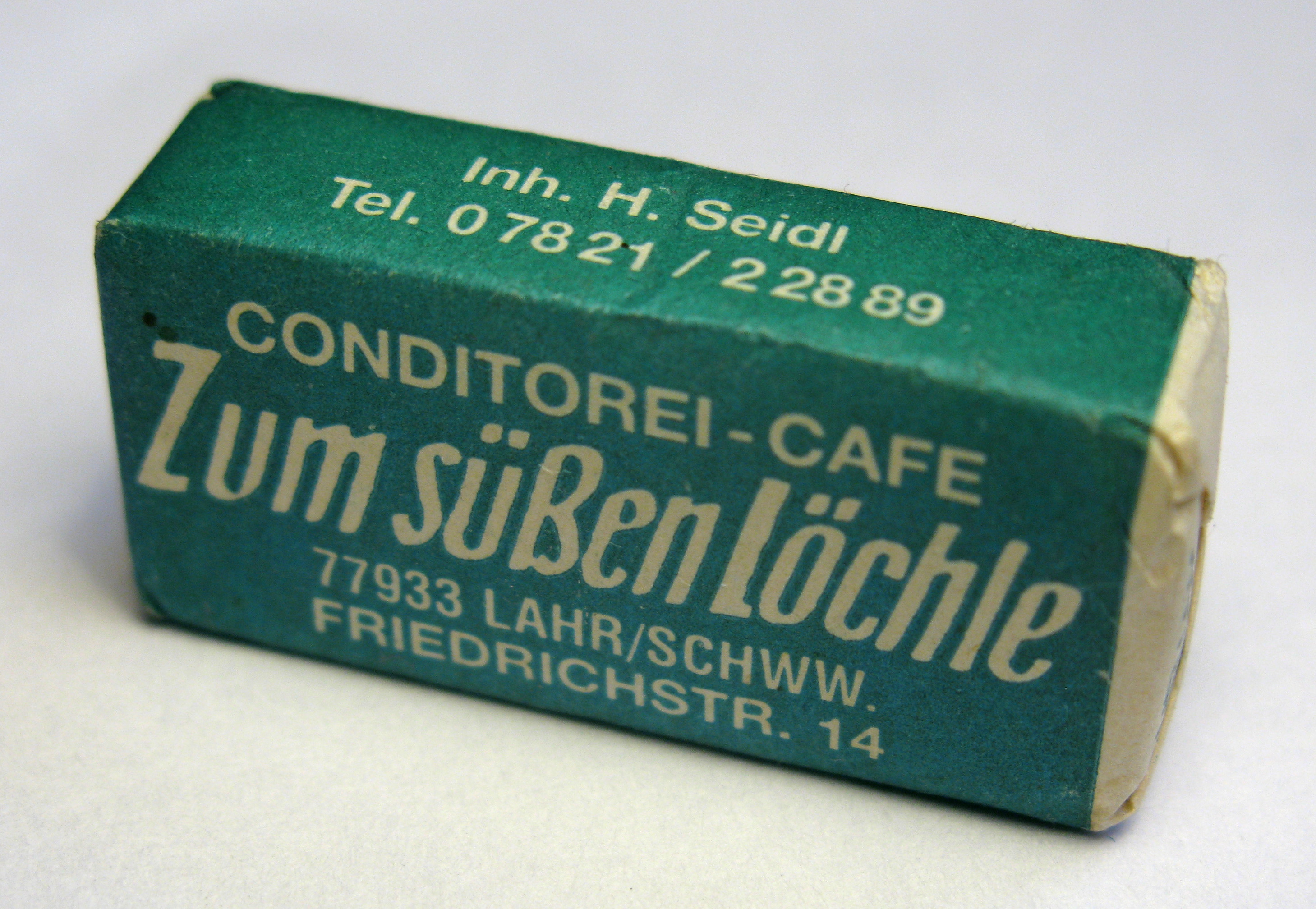
Würfelzucker mit Aufdruck „H. Seidl“

1938 kamen Haus und Café in den Besitz von Gertrud Sophia Hauser, einer Verwandten der Familie Hildebrand, die Geschäftsführerin des Cafés war. Es ging 1945 als Schenkung auf deren Nichte Hildegard Seidl (* 1. Oktober 1924; † 12. September 2015) über, die bereits ab April 1939 dort gearbeitet hatte. Sie führte das Café bis 2004 und wohnte im Obergeschoss. Wegen finanzieller Schwierigkeiten stand das Haus 2003 erstmals, 2004 ein zweites Mal vor der Zwangsversteigerung. Eine 2004 gegründete gemeinnützige Aktiengesellschaft mit 150 Anteilseignern aus der Lahrer Bürgerschaft erwarb daraufhin das Anwesen. Seit 2005 wird das Café durch wechselnde Pächter geführt. Die Back- und Vorrichtstube wurde als kleines Museum eingerichtet. Im Jahr 2006 wurde ein Freundeskreis als eingetragener Verein zur Unterstützung des Cafés gegründet.
Nach dem Tod von Hildegard Seidl im September 2015 musste das Obergeschoss saniert werden. Im Jahr 2017 verkaufte die Aktiengesellschaft das Gebäude mit Café an ein Ehepaar aus Lahr, weil sie die geschätzten Kosten in Höhe von 150.000 bis 230.000 Euro für eine notwendige Sanierung des historischen Gebäudes nicht aus eigenen Mitteln aufbringen konnte. Durch den bestehenden Denkmalschutz wurde sichergestellt, dass nur das historische Café in dem Gebäude betrieben werden darf. Im Zuge des durch die Eigentümer finanzierten Umbaus und der Sanierung wurden nach einer restauratorischen Untersuchung der Oberflächen in den vormaligen Wohnräumen im Obergeschoss des Haupthauses die Küche als auch ein Ausstellungs- bzw. Gastraum eingerichtet und der Innenhof als Außengastronomie gestaltet. Die historischen Einbauten und die Einrichtung blieben erhalten. Die Aktiengesellschaft und der Freundeskreis lösten sich 2019 auf.

## Gebäude und Ausstattung
Das vierachsige Gebäude wurde Mitte des 18. Jahrhunderts als zweigeschossiges Handwerkerhaus mit massivem Erd- und Obergeschoss in Fachwerk errichtet. Das traufständige Gebäude verfügt über ein Satteldach mit drei Dachgauben zur Straßenseite und Schaufenster im Erdgeschoss. Der Dachstuhl des Hauptgebäudes aus dem 18. Jahrhundert ist erhalten geblieben. Das Gebäude weist eine Fassade im Stil des Biedermeier auf.

Verkaufsraum
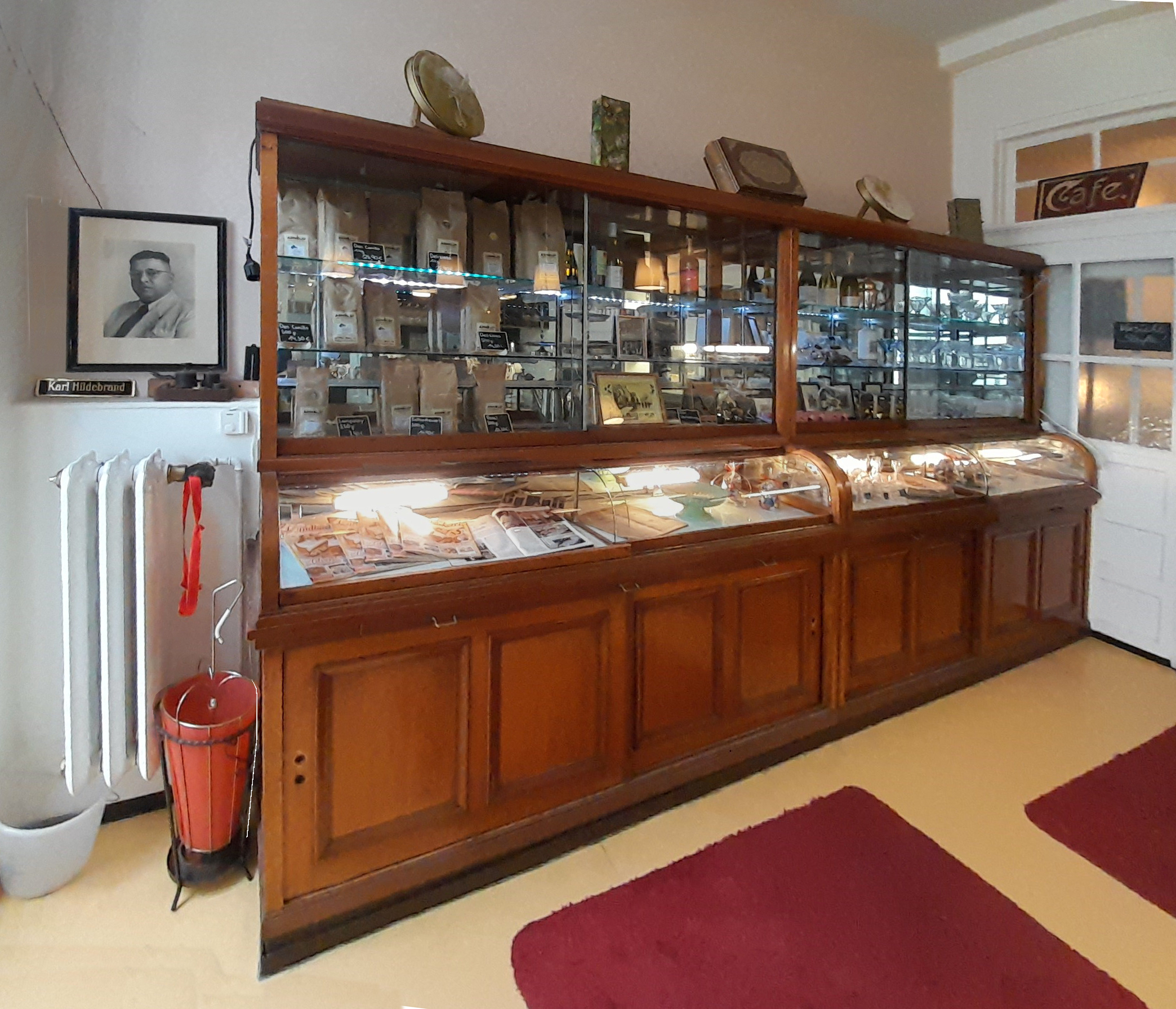
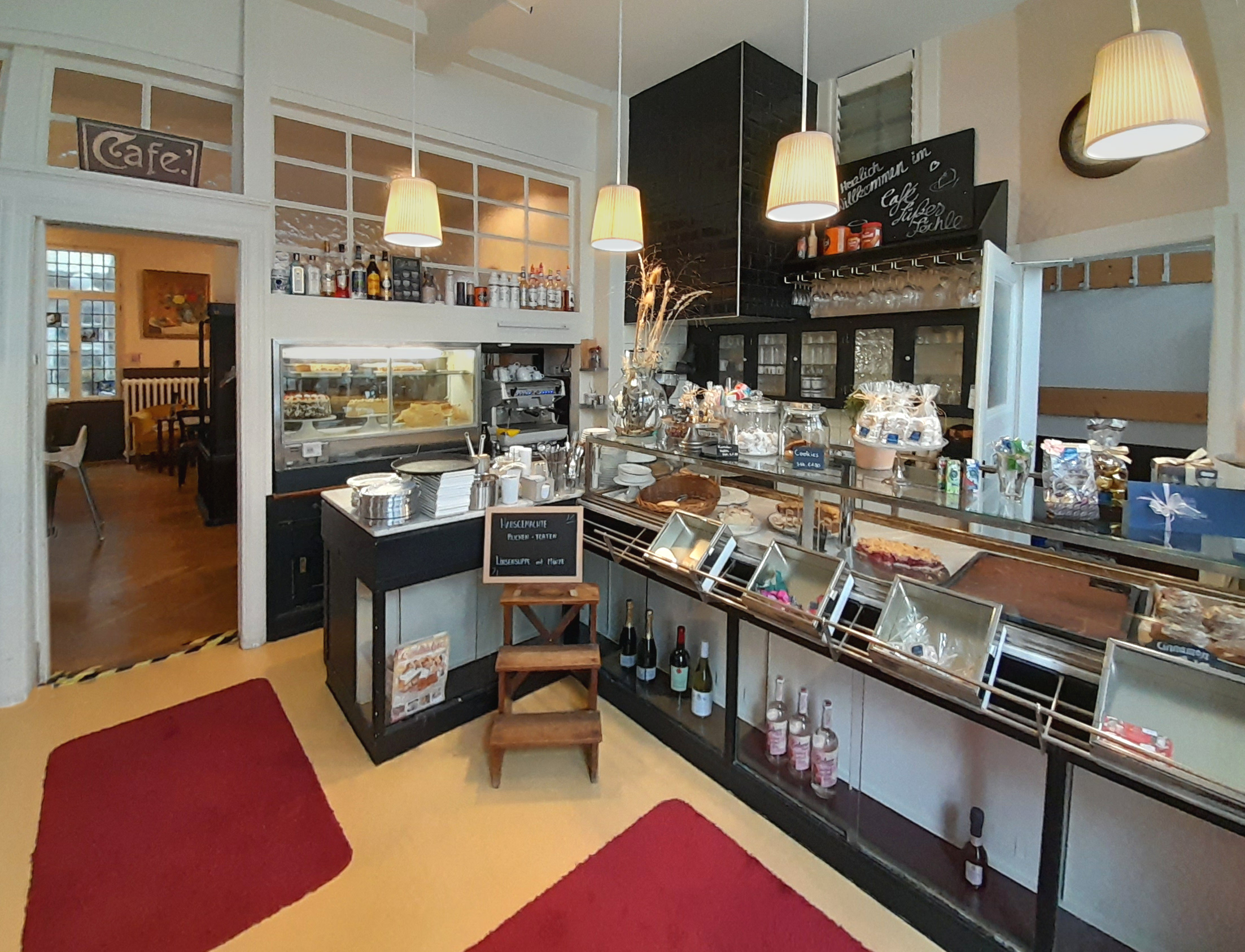
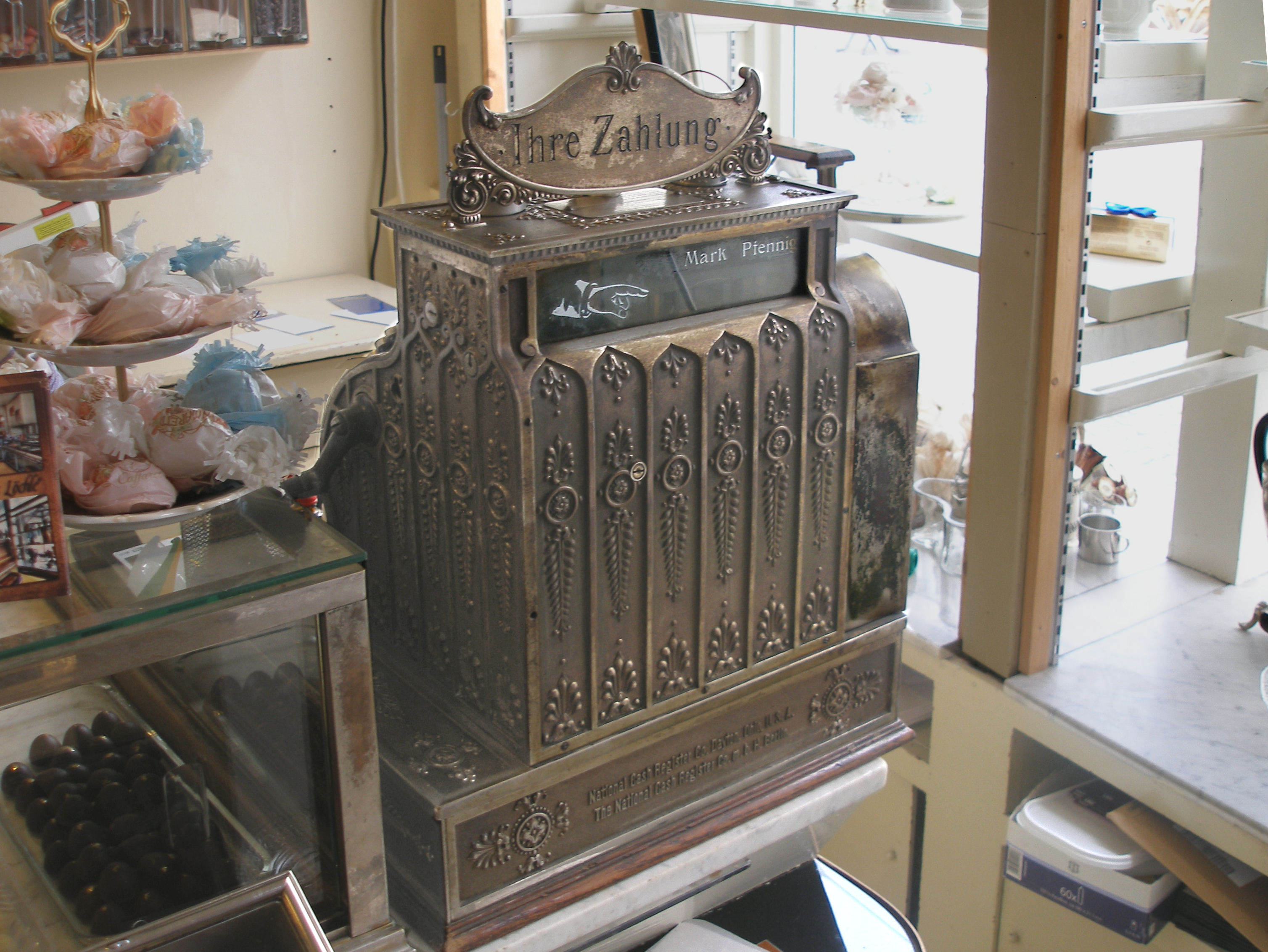

Im Erdgeschoss des Hauptgebäudes liegen zur Straße der Verkaufsraum und die durch eine Glas- und Holzwand davon abgetrennte Kaffeestube. Der Umbau aus dem Jahr 1921 im Stil des Art déco prägt bis heute das Café. Die Ausstattung des Verkaufsraumes stammt aus den Jahren 1890 und 1921. Dazu gehören ein Vitrinenschrank aus Kirschbaumholz mit ausziehbaren Arbeitsbrettern, Schränke mit Glaseinsätzen für Süßwaren, eine mechanische Registrierkasse „National“ aus Messing von etwa 1910 und die Theke aus einer Glas- und Metallkonstruktion.
Die Kaffeestube ist mit kunstlederbezogenen Stühlen und Zweisitzerbänken, viereckigen Marmortischen und einer Anrichte mit Schubladen und Holzplatte aus der Zeit zwischen 1890 und 1920 ausgestattet. Die Wände haben eine halbhohe kassettierte Täfelung aus dunklem Holz. Darüber hängen Ölgemälde mit Motiven verschiedener regionaler Maler. Viele Bilder wurden bereits durch Gertrud Sophia Hauser und ihre Nichte Hildegard Seidl erworben. In die Bleiglasfenster sind einige Kabinettscheiben eingesetzt, die mit Märchen- und Sagenmotiven bemalt sind, wie Gänseliesel, ein Zwerg mit Frosch, ein Panflöte spielender Satyr, der Gott des Weines mit reifen Trauben auf einem Geisbock oder der Nachtwächter. In den 1960er Jahren wurde der große Kachelofen, der die Caféräume im Erdgeschoss beheizte, durch einen kleineren ersetzt.

Kaffeestube
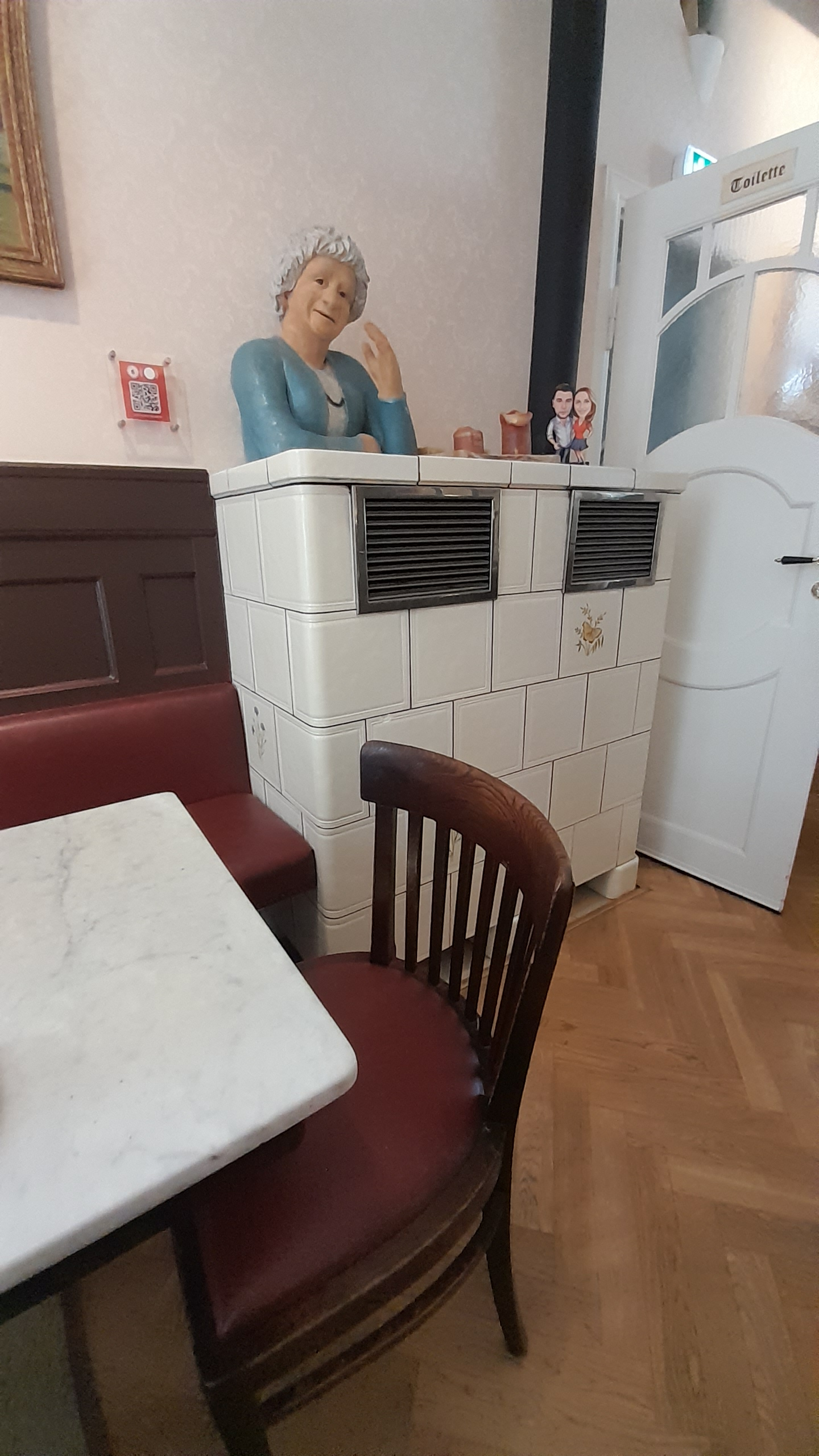
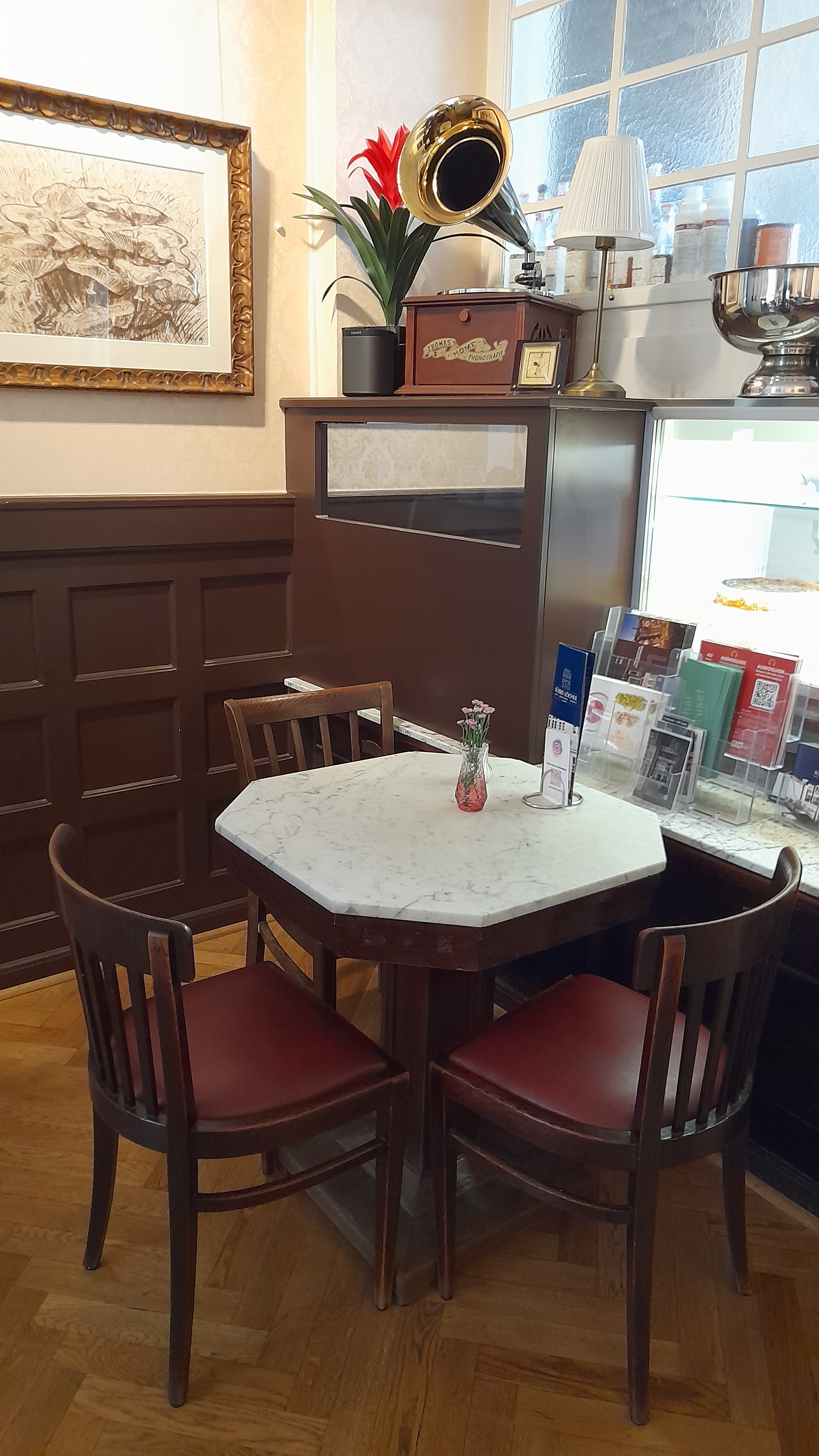
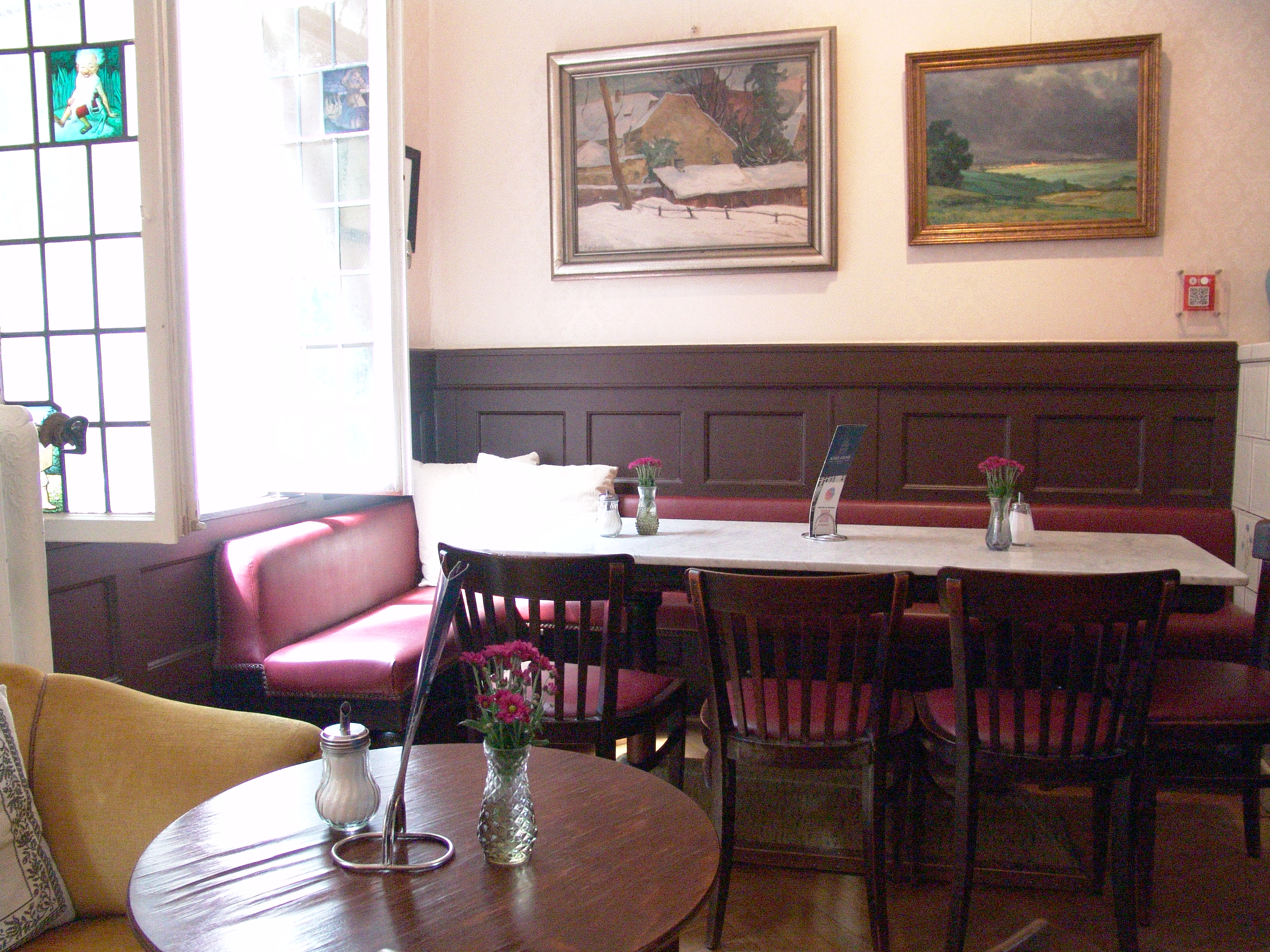
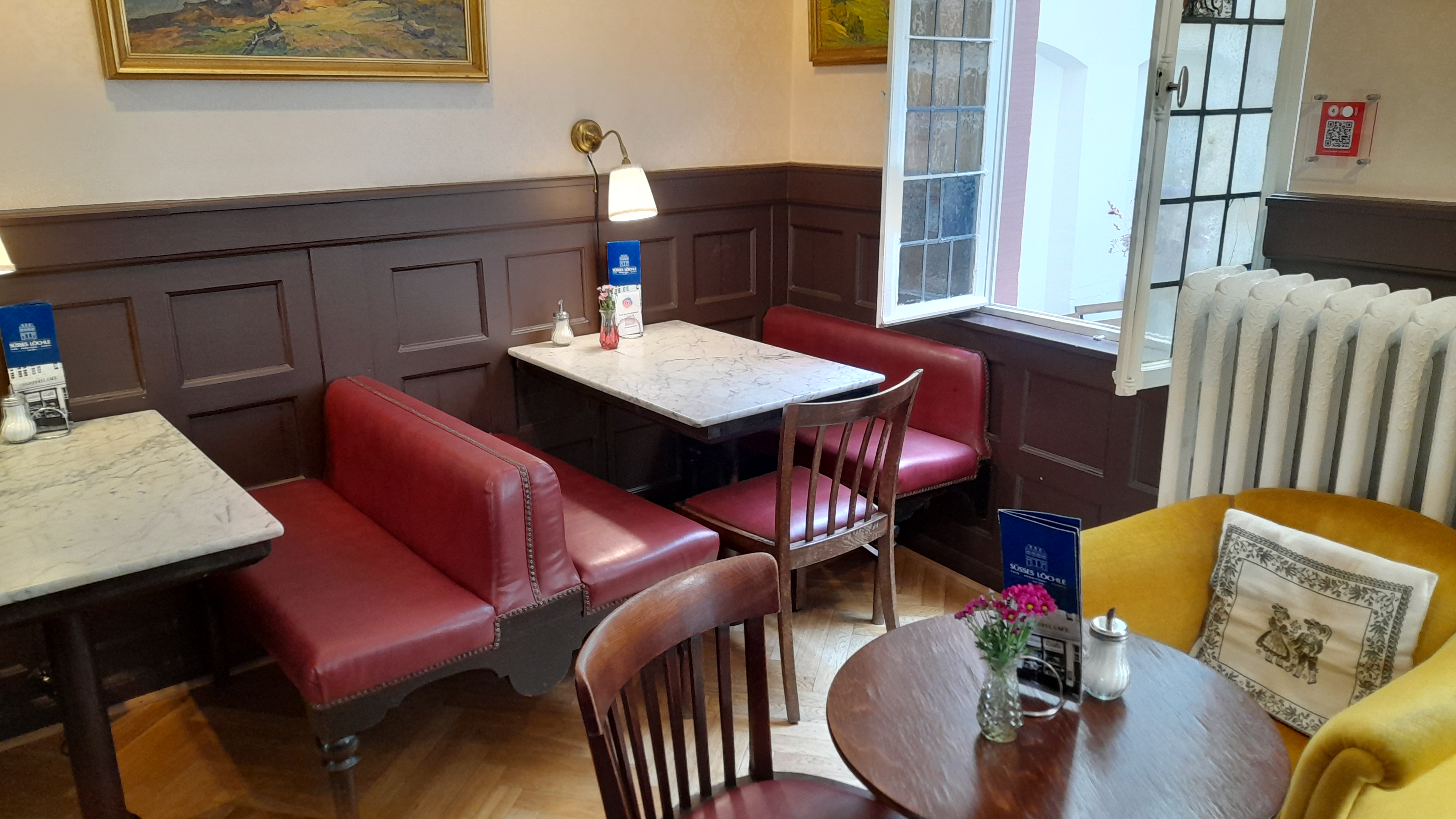
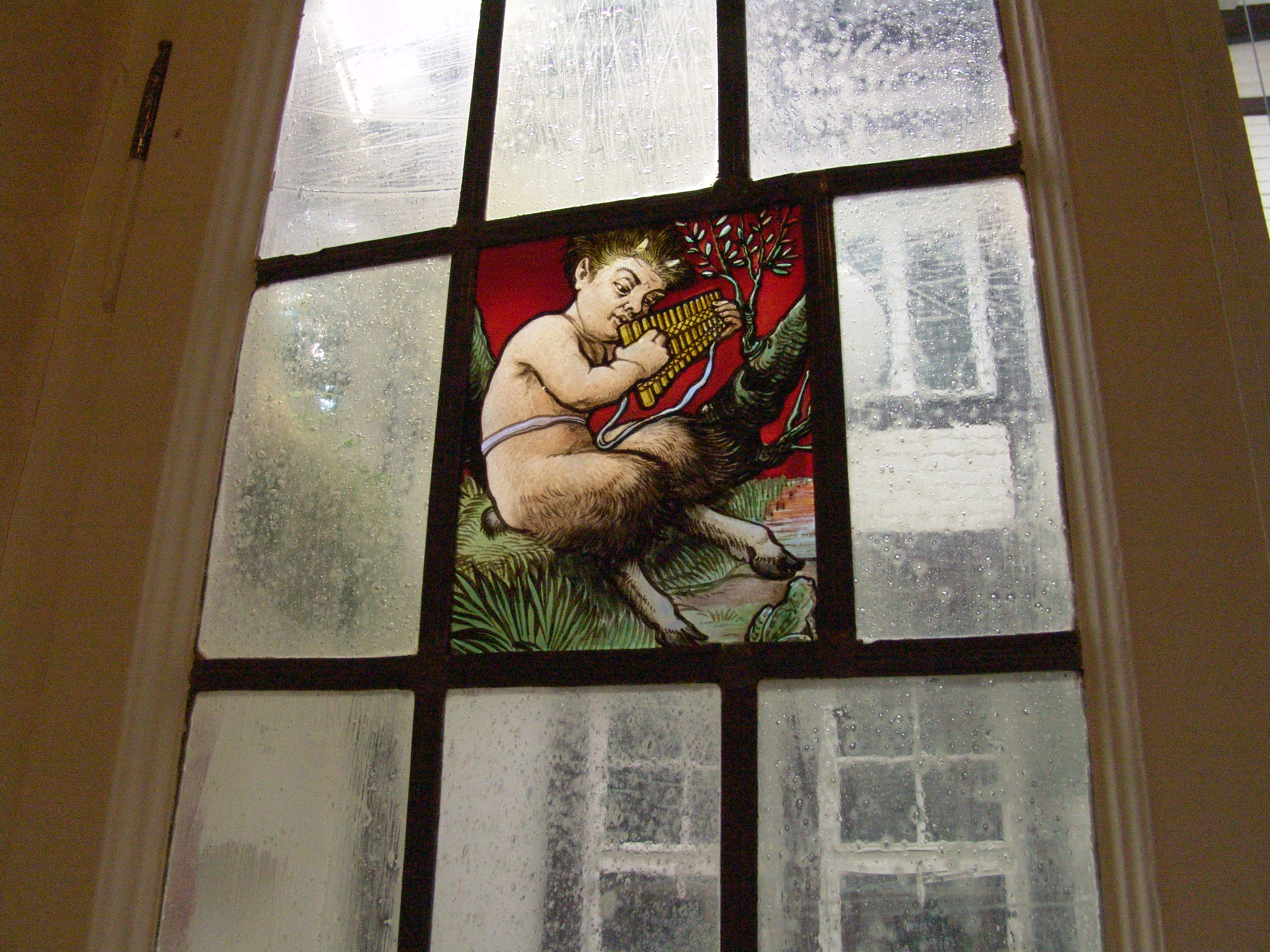
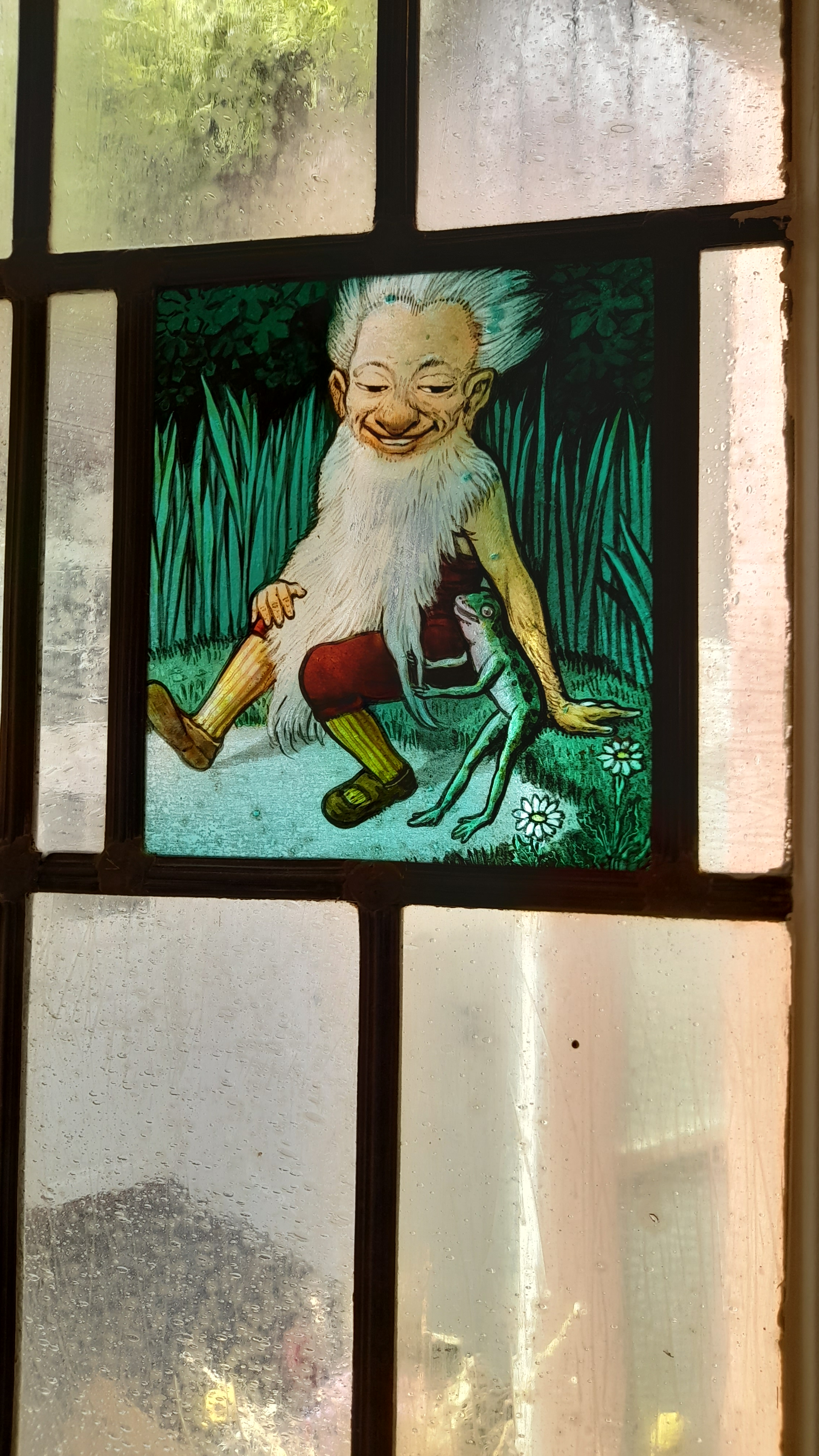

1. Etage
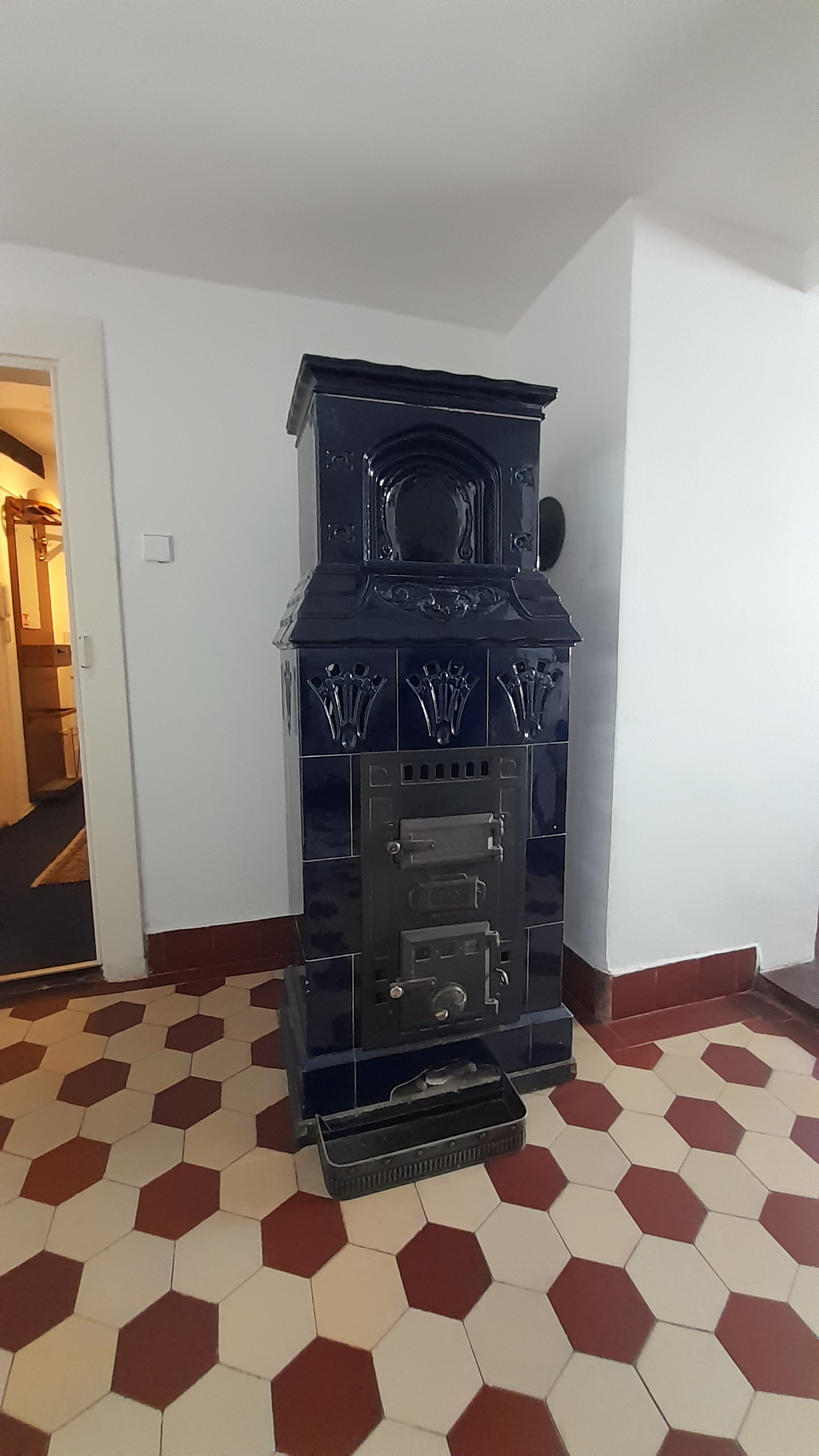
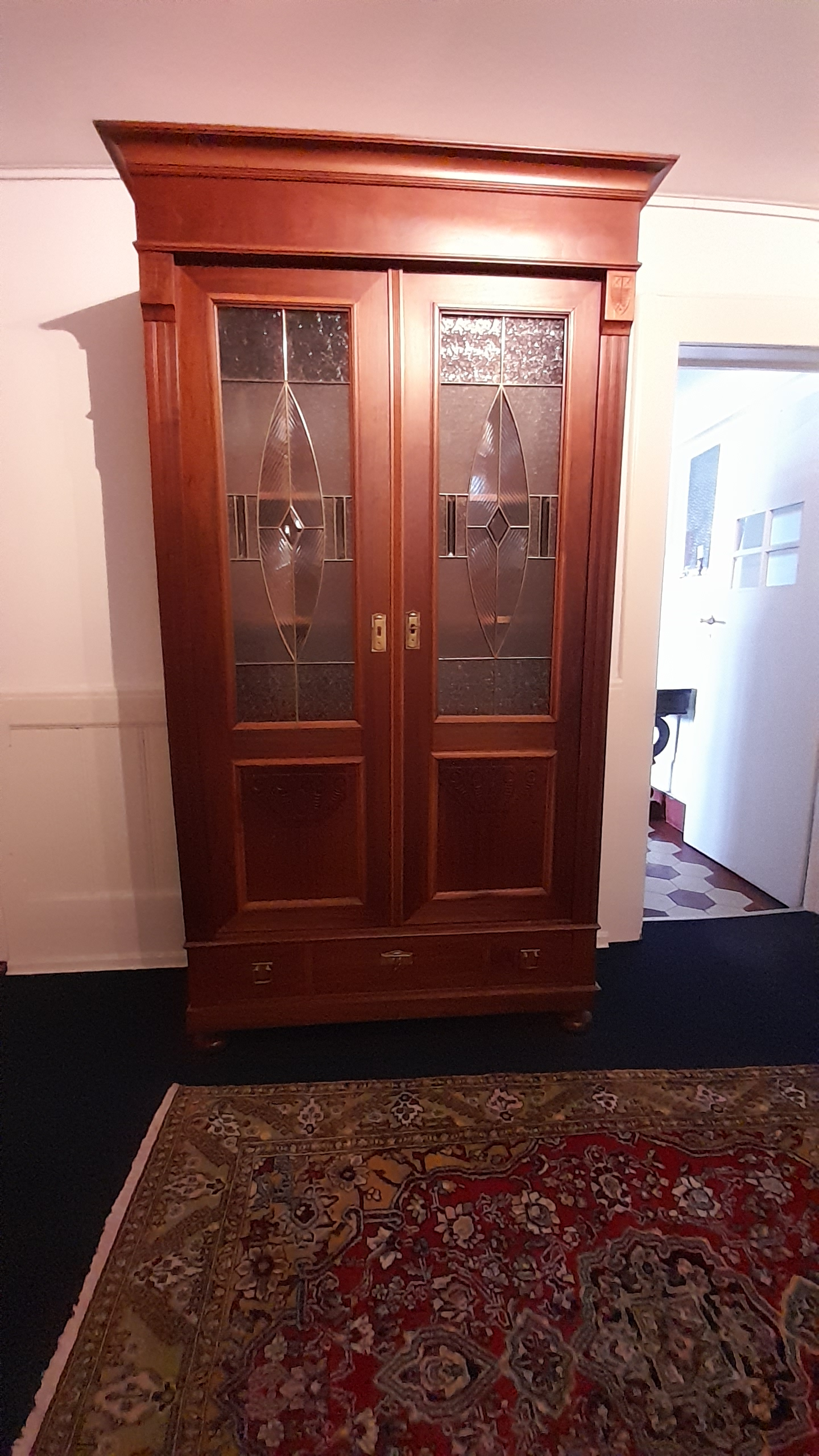
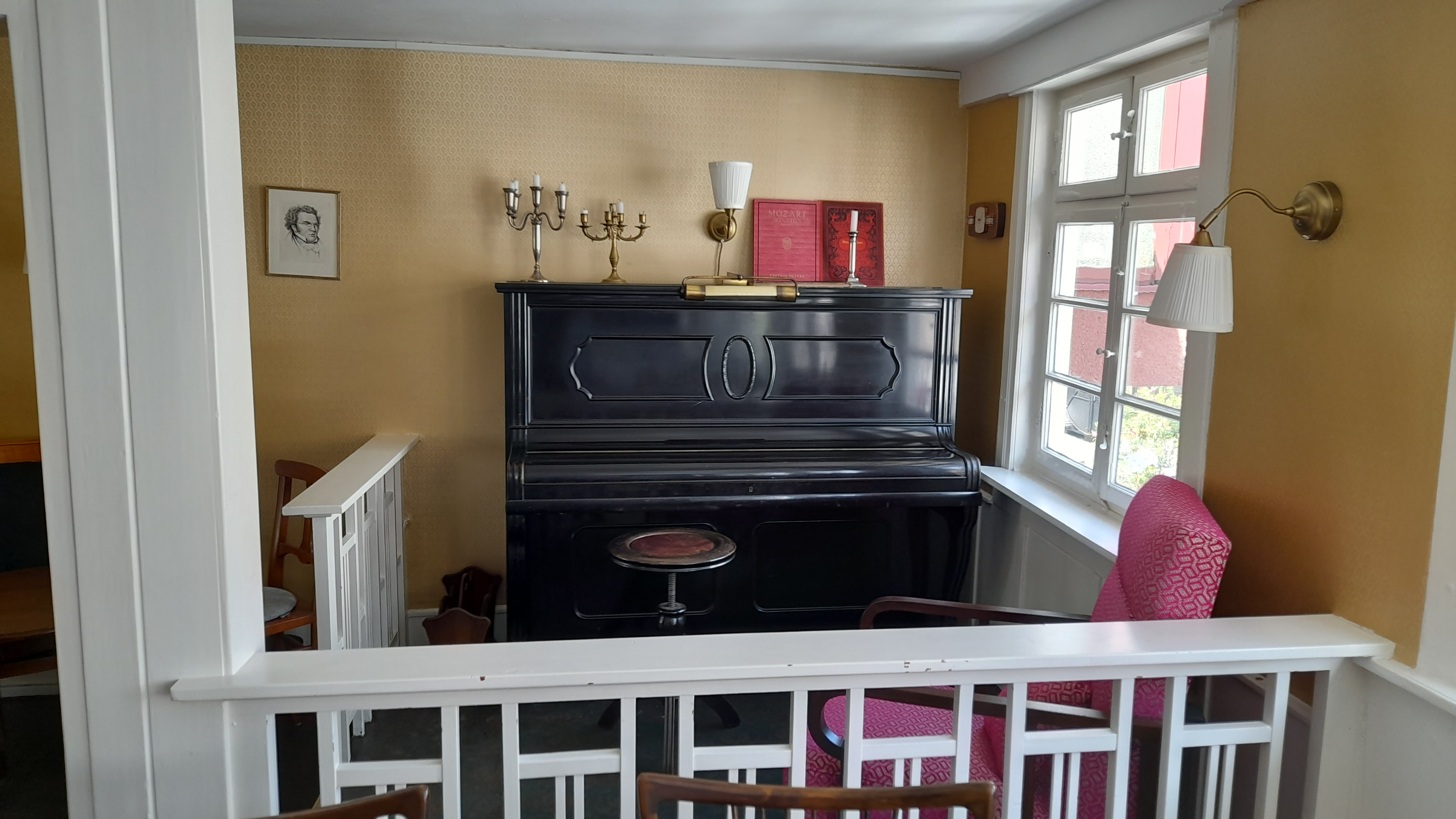

Die Treppe zum Obergeschoss des Hauptgebäudes, Stuck, Türen und Fenster aus dem 19. Jahrhundert und ein Kachelofen mit blauen Kacheln in der ehemaligen Küche sind ebenfalls erhalten geblieben. Im Obergeschoss befand sich eine Wohnung in der Ausstattung der Zeit um 1900 und im Dachbereich ein ausgebautes kleines Zimmer für den Konditor. Ein Balkon im Obergeschoss verbindet Vorder- und Rückhaus.
An das Café grenzt ein Innenhof an, über den das Rückgebäude erreichbar ist. Dort befinden sich dem Bäckerhandwerk zugehörige Geräte vom beginnenden bis zur Mitte des 20. Jahrhunderts. Im dortigen Erdgeschoss sind die Back- und Vorrichtstuben untergebracht mit einem gemauerten Dampfbackofen mit Holz-Außenfeuerung von 1892 und einem elektrischen Etagenofen der Neff GmbH von 1942, einem wassergekühlten Bonbon- und Pralinentisch zum Tablieren der Schokolade und Ausziehen der Bonbonrohmasse sowie Arbeitstischen mit Schubladen. Darüber hinaus sind die verwendeten Gerätschaften erhalten, darunter Nudelhölzer, Rührschüsseln, Ausstecher, Tüllen, Backformen, Zuckerhasenformen und Bonbonwalzen mit auswechselbaren Motivwalzen sowie die alten Geschäftsbücher. An der Decke sind noch Treibriemen zum Betrieb einer Rührmaschine, einer Mahl- und einer Knetmaschine mit Transmissionsantrieb vorhanden. Auch drei elektrische gewerbliche Kaffeemühlen, die „Mahlkönig UK1“, „Mahlkönig UK2A“ sowie „Die Krone KE 22 Mühlen-u. Gerätebau Schuchard & Beckmann“, befinden sich in der Sammlung. Oberhalb der Backstube gibt es noch einen Schlafraum vom Beginn des 20. Jahrhunderts.

Backstube
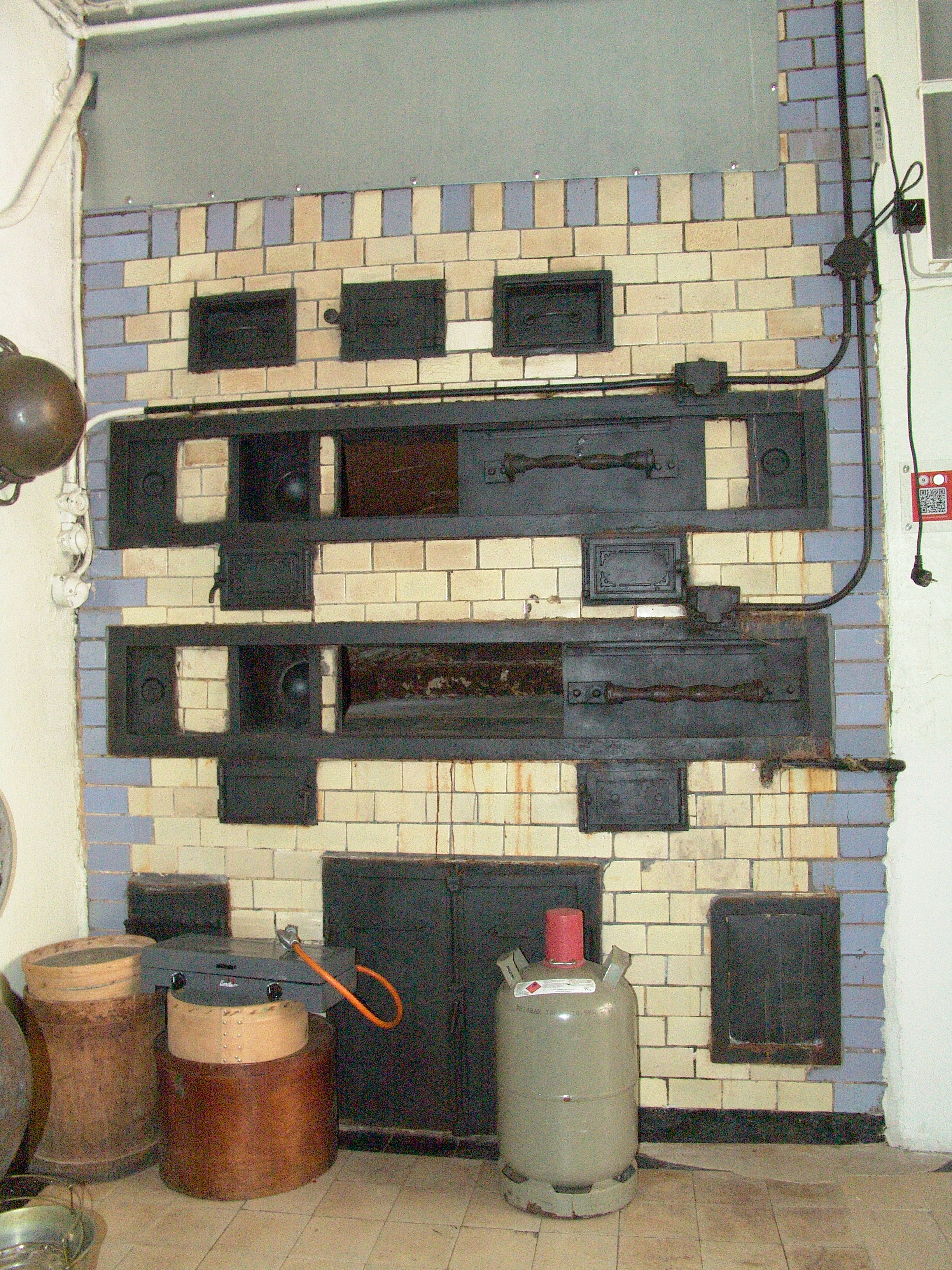
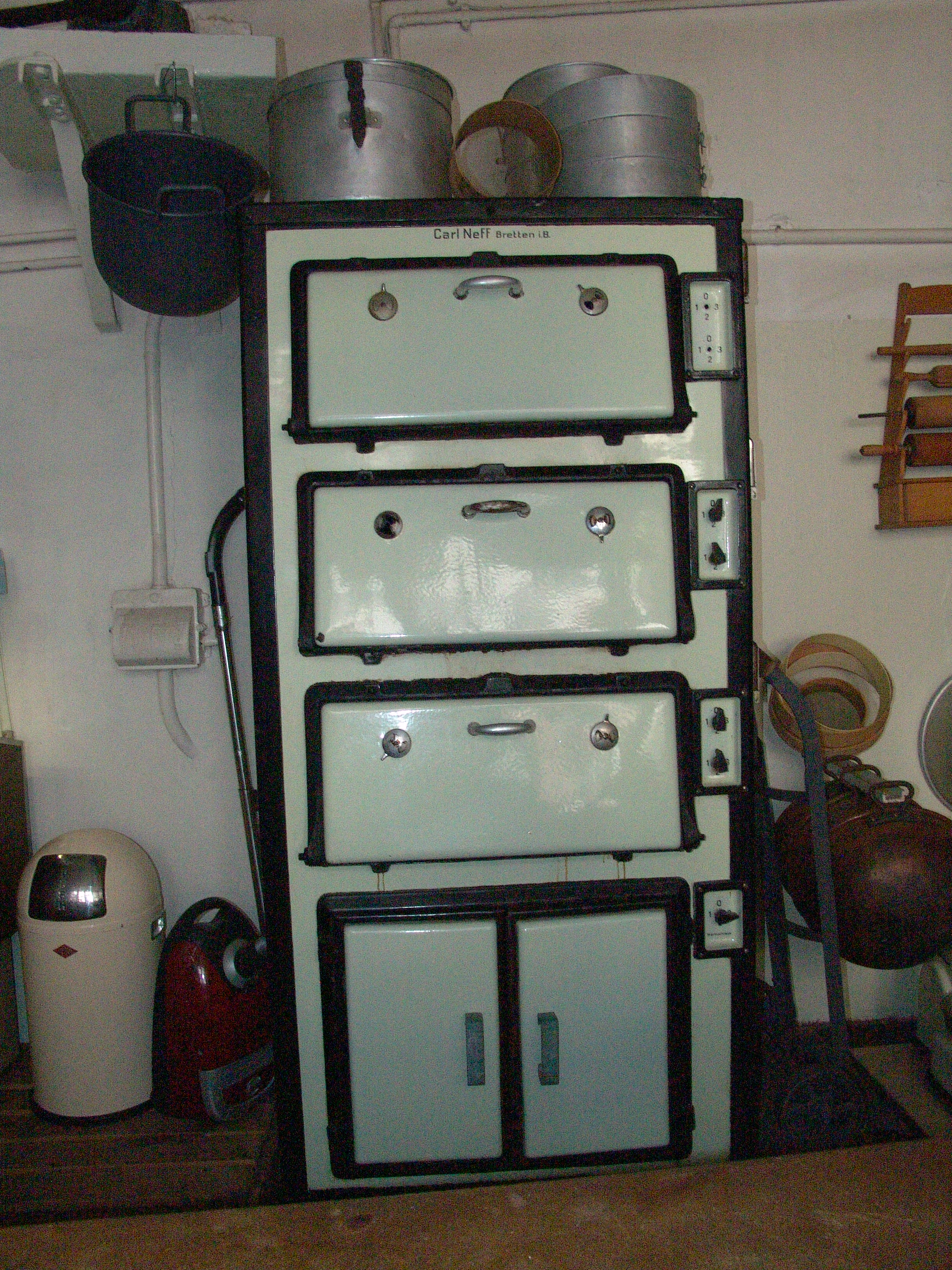
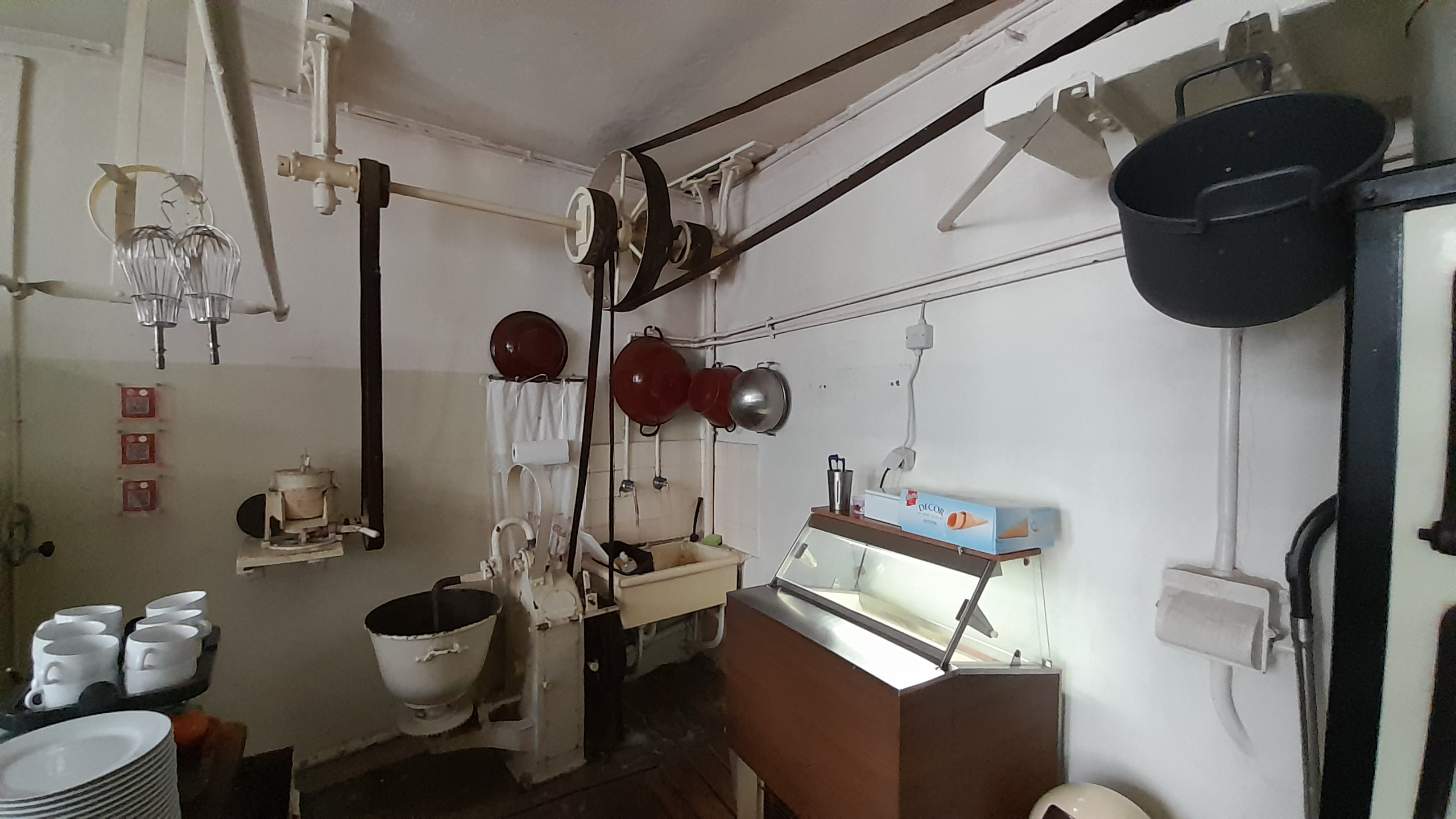
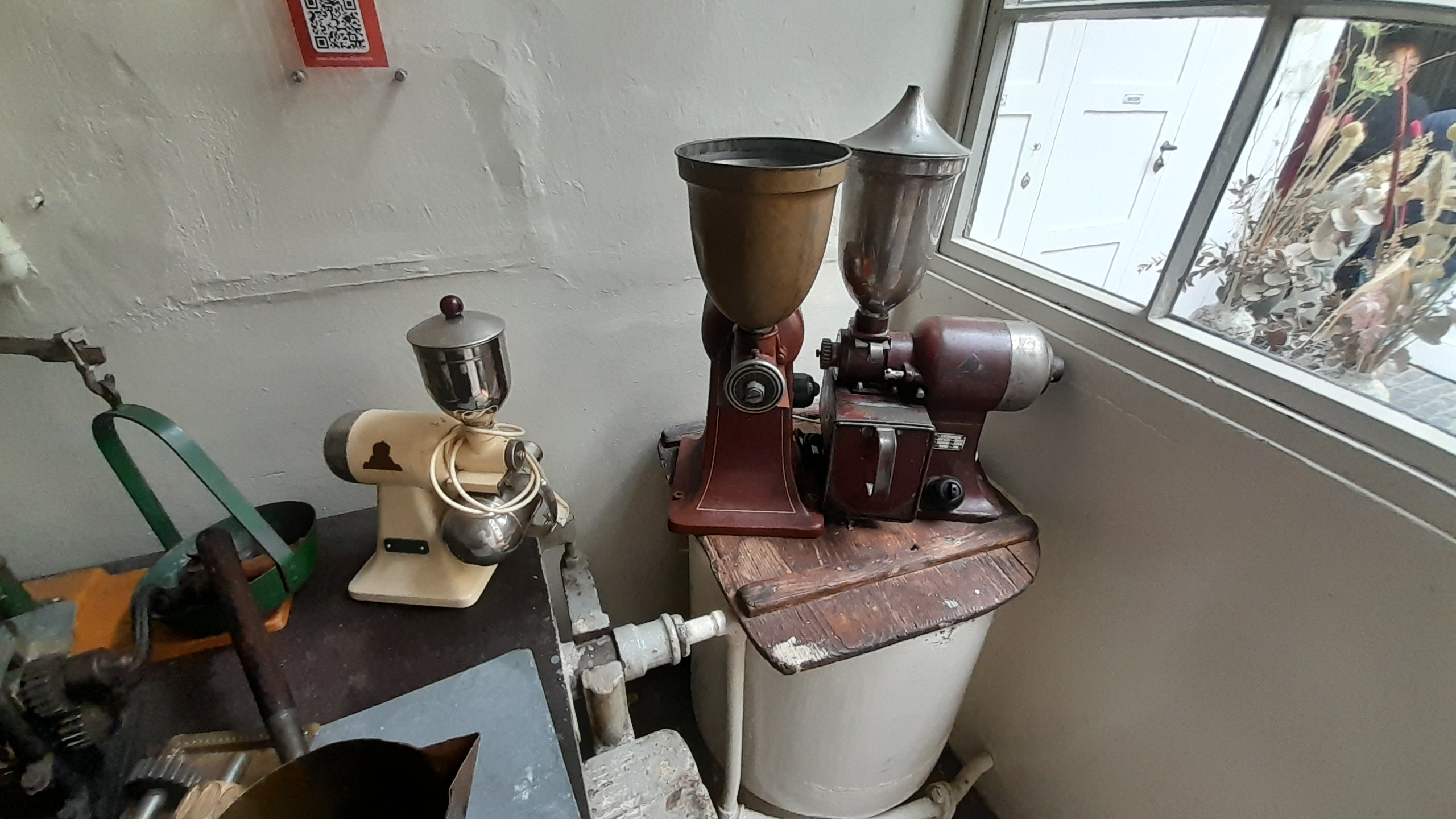
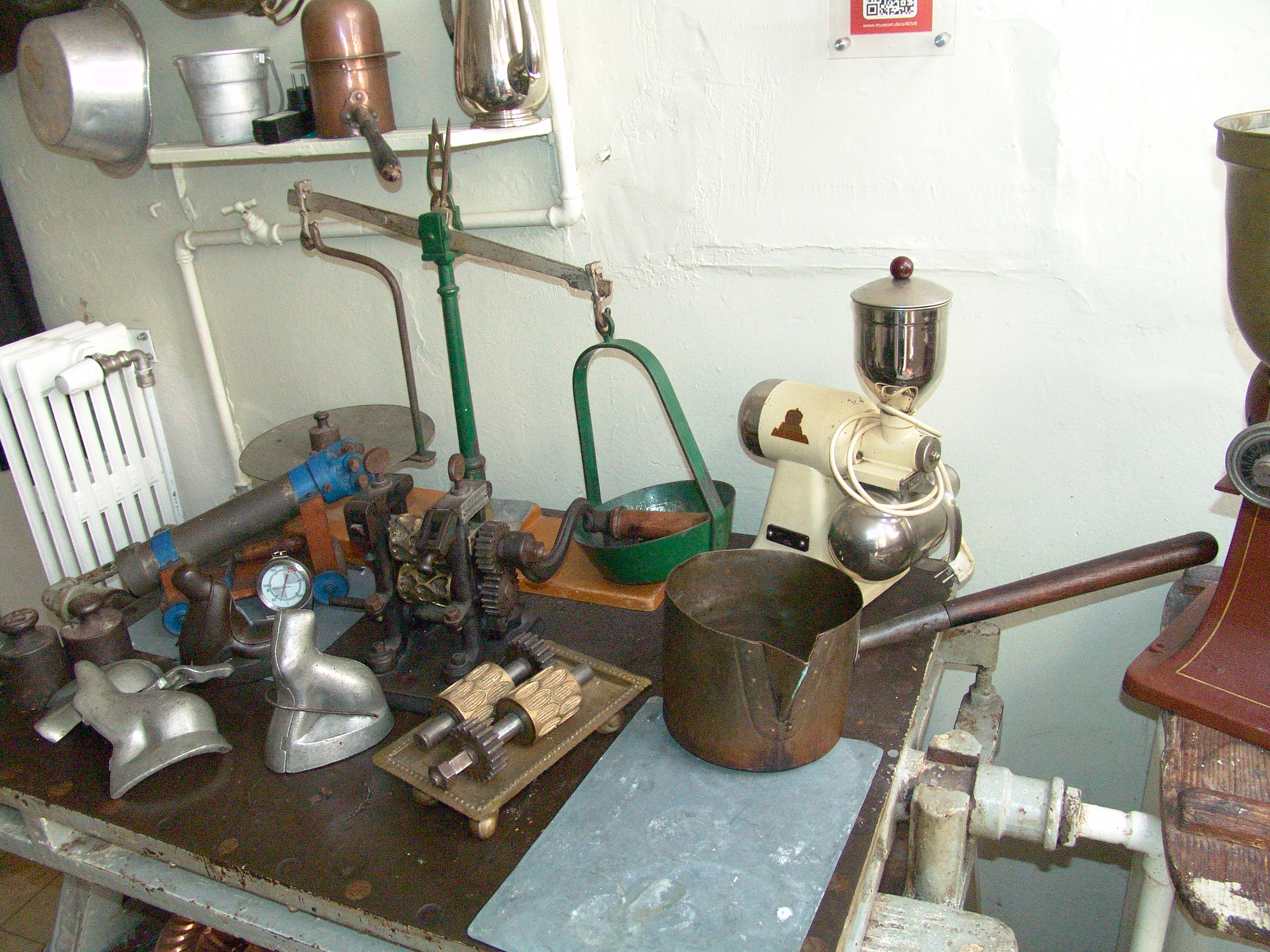

## Denkmalschutz

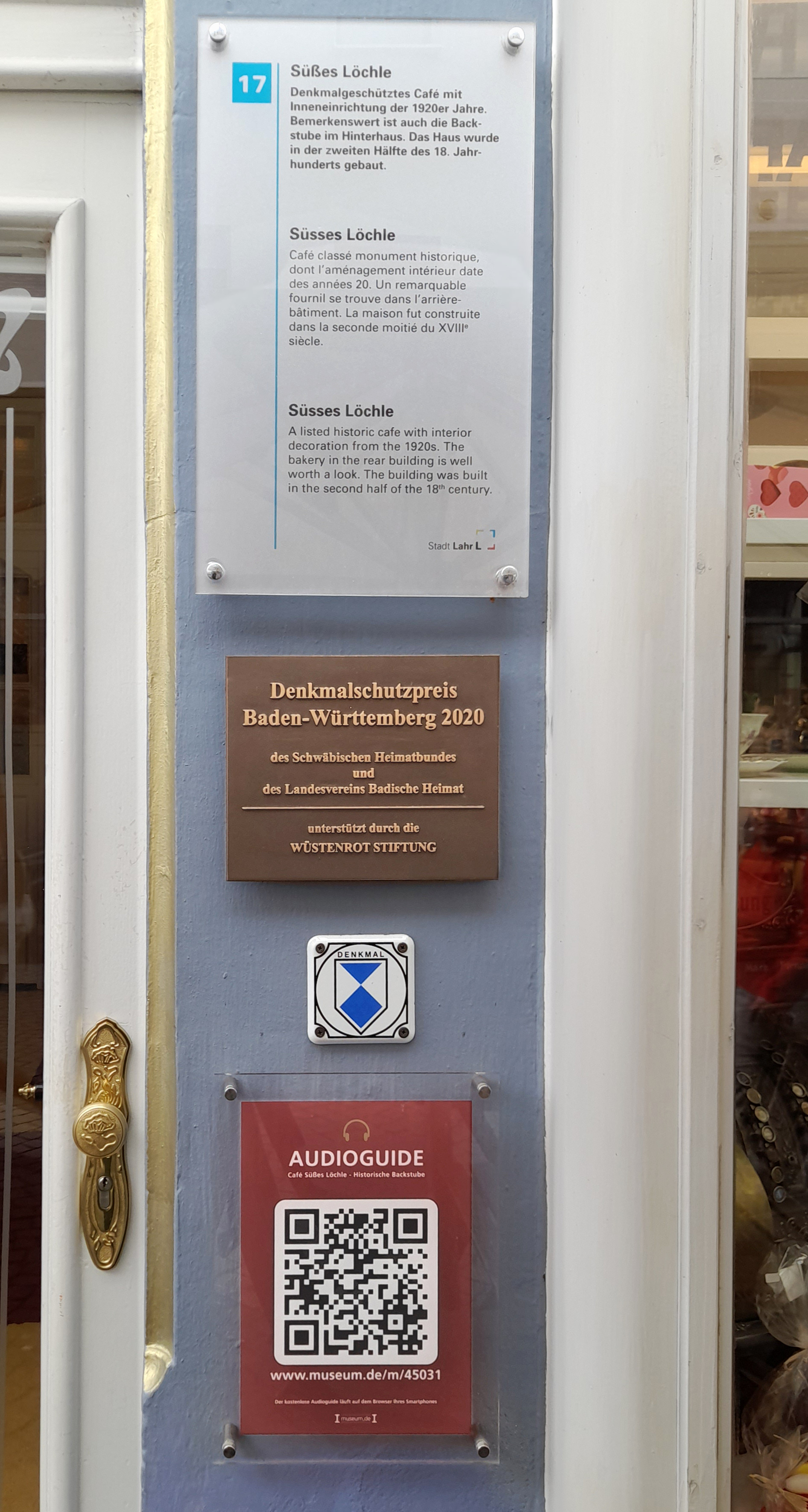
Informations- und Denkmal-Plaketten

Auf Grund des außergewöhnlich guten und vollständigen Erhaltungszustands von Verkaufsladen, Kaffeestube, Back- und Vorrichtstube sowie der Ausstattung des Ganzen aus unterschiedlichen Bau- und Modernisierungsphasen vom 18. Jahrhundert bis in die zweite Hälfte des 20. Jahrhunderts wurde das Gebäude mitsamt seiner Innenausstattung und dem Zubehör im November 2005 als „Kulturdenkmal von besonderer Bedeutung“ unter Denkmalschutz gestellt. Das Landesamt für Denkmalpflege Baden-Württemberg ordnete die Ensembleteile folgendermaßen ein: „Sie zeugen auf einzigartige Weise von der ‚Kaffeekultur‘ in einer badischen Kleinstadt vor dem Zweiten Weltkrieg. Neben der ‚Kaffeekultur‘ lassen sich daher auch Leben und Arbeiten des Bäcker- bzw. Konditorenmeisters und seiner Gehilfen sehr gut nachvollziehen.“ Das „Süße Löchle“ ist das einzige Café in Baden-Württemberg, das unter Denkmalschutz steht.
Die Sanierung des „Süßen Löchles“ wurde 2020 mit dem Denkmalschutzpreis Baden-Württemberg ausgezeichnet.